# GIZA studio
GIZA studio（ギザ ステューディオ）は、大阪府大阪市西区北堀江にある大手のメジャーレーベルレコード会社、株式会社ギザ（GIZA. Inc.）のレコードレーベルで大手音楽プロダクションのB ZONEグループの傘下である。創業者は長戸大幸。
本項においては、株式会社ギザ（GIZA. Inc.）についても併せて解説する。

## 概要
1998年9月1日、大阪・西心斎橋（アメリカ村）に設立したレコード会社で、B ZONE（旧・ビーイング）の傘下である。テレビ番組等のスポンサーとしてはBeing GroupまたはBeing MUSIC FACTORY INC.のロゴが使用される。
当社設立時はGarage Indies Zapping Associationというインディーズレーベルのみであり、社名の由来はその頭文字を取ったものである。1999年2月にメジャーレーベルであるGIZA studioを設立。
当初、アーティストはGIZA studioとGarage Indies Zapping Associationの両方に所属して、メジャーデビューした後もインディーズからも作品をリリース出来るという方針をとっていたが、1999年12月に新たなインディーズレーベルTENT HOUSEを設立し、2000年07月にてGarage Indies Zapping Associationの運営は終了した。
また、当社設立前より存在していた、旧ビーインググループの関西を拠点としたレーベル（Amemura O-town Record、Styling Records、BLUE-Z Records、g-moon records）を、実質上、当社へ再編している。特に、小松未歩がAmemura O-town Recordから当社へ移籍した1999年4月以降、関西唯一のメジャー・レコード会社と称している。
レコーディング・スタジオはもとより、デザイン・映像、ライブハウス施設（hillsパン工場）等、音楽制作に関わる多岐に亘る部門を有しており、制作から生産・販売まで全て自社で行えるようになっている。また音楽事業で蓄えた資金を近畿地方の不動産投資で運用し、テナントビル、コンサートホール、音楽専門学校の運営の他にも高級マンション販売や高級賃貸デザイナーズマンション、飲食業等、音楽事業以外にも金融業などと幅広く展開している。当初はB-Gram RECORDSの派生レーベルとして設立され、販売もB-Gram RECORDSが委託していたが、2002年5月15日に発売された愛内里菜のアルバム『POWER OF WORDS』より販売元としても自社で請け負うようになり、事実上B-Gram RECORDSから独立した。最初に設立した場所は西心斎橋（アメリカ村）の御堂筋ダイヤモンドビルで、かつてマハラジャの本部があった。その後、2001年に大阪市西区北堀江に自社ビル「GIZA hills（現・HORIE HILLS）」（地下2階から地上10階は旧ビーイング及びGIZA関連の会社が入居し11階から14階は高級賃貸マンションとなっている）を購入し、本社を移動。2008年頃までは多数のアーティストを抱えていたが、親会社である旧ビーイングが音楽事業の軸を東京へ戻した為、関西が拠点であるGIZAの音楽事業を縮小している。その為、所属していたほとんどのアーティストが他社への移籍及び契約終了・活動休止（俳優・タレント業のみの継続も含む）に追い込まれたが採算の取れるアーティストのみを残留、数組を東京本部である旧ビーイングに移籍させた。

## 沿革

### 株式会社ギザ（GIZA. Inc.）設立前
1993年
- 10月31日 - ビーインググループ(現：ビーゾーングループ)の創業者である長戸大幸が、耳の持病悪化を理由に音楽プロデューサーを一旦、引退。東京（東日本）での仕事や文化を嫌うようになり、大阪（西日本）にて別名義で[1]活動を始める。

1994年
- 11月23日 - 長戸大幸が西心斎橋（アメリカ村）のスパジオビルにクラブ「Grand Cafe」をオープンさせる（2016年5月10日閉店）。

1995年
- 1月15日 - クラブ「Grand Cafe」で第1回目のSUNDAY BLUES LIVE開催。主催はビーインググループのインディーズレーベルであるBLUE-Z Records。[注釈 1]
- 春 - B-Gram RECORDSが西心斎橋（アメリカ村）の御堂筋ダイヤモンドビルに関西地区の活動拠点「ビーグラム大阪」を置く（後に、株式会社アメムラオータウンレコードと株式会社ギザの源流となる）[注釈 2]
- 8月26日 - UJがStyling Recordsの第1号アーティストとしてインディーズデビュー。
- 10月1日 - 春名俊希[注釈 3]がBLUE-Z Recordsの第1号アーティストとしてインディーズデビュー。

1996年
- 5月20日 - ZAIN RECORDSの関西専用のサブレーベルWEST HAUSの第1号アーティストとして、LOWDOWNがメジャーデビュー。[注釈 4]

1997年
- 春 - ZAIN RECORDSが関西専用のサブレーベルSpoonful設立。[注釈 5][注釈 6]
- 4月23日 小松未歩が楽曲提供デビュー（FIELD OF VIEW「この街で君と暮らしたい」）。
- 5月28日 - ZAIN RECORDSの関西専用のサブレーベルSpoonful[注釈 5]の第1号アーティストとして、小松未歩がシングル「謎」でメジャーデビュー。関西拠点のレーベルとして初めてオリコン・シングルチャートでTOP10入り（週間）を果たした。
- 7月1日 - ZAIN RECORDSのサブレーベルSpoonful[注釈 5]が独立し、関西拠点最初のメジャーレコード会社である株式会社アメムラオータウンレコード (Amemura O-town Record Inc.）設立。本社はビーグラム大阪と同じ、西心斎橋（アメリカ村）の御堂筋ダイヤモンドビル。[注釈 7]
- 11月11日 - YOKO Black. StoneがStyling Recordsよりインディーズデビュー。[注釈 8]
- 12月3日 - 小松未歩がAmemura O-town Recordよりアルバム『謎』をリリース。関西拠点のレーベルとして初めてオリコン・アルバムチャートでTOP5入り（週間）を果たした。
- 12月28日 - クラブ「Grand Cafe」で開催されていたSUNDAY BLUES LIVEが終了。[注釈 1]

1998年
- 2月7日 - Rumble FishがSteel and Glassへ改名し、BLUE-Z Recordsからg-moon recordsの第1号アーティストとして移籍。[注釈 9]
- 6月10日 - 大野愛果が楽曲提供デビュー（WANDS（第3期）「明日もし君が壊れても」）。
- 8月19日 - 小松未歩がAmemura O-town Recordよりシングル「チャンス」をリリース。関西拠点のレーベルとして初めてオリコン・シングルチャートでTOP3入り（週間）を果たした。

### 株式会社ギザ（GIZA. Inc.）設立後
1998年
- 9月1日 - B-Gram RECORDSが関西専用のレコード会社として株式会社ギザ（GIZA. Inc.）設立。本社はビーグラム大阪およびAmemura O-town Recordと同じ、西心斎橋（アメリカ村）の御堂筋ダイヤモンドビル（設立当初はインディーズレーベル[2]）。
- 10月20日 - インディーズレーベルGarage Indies Zapping Associationの第1号アーティストとしてNew Cinema蜥蜴がインディーズデビュー。
- 12月19日 - 小松未歩がAmemura O-town Recordよりアルバム『小松未歩 2nd 〜未来〜』をリリース。関西拠点のレーベルとして初めてオリコン・アルバムチャートでTOP3入り（週間）を果たした。

1999年
- 1月30日 - rumania montevideoがGarage Indies Zapping Associationよりインディーズデビュー。
- 2月10日 - メジャーレーベルGIZA studioの第1号アーティストとして、New Cinema蜥蜴、GRASS ARCADE、sweet velvetの3組が同時メジャーデビュー。
- 3月17日 - 後にGARNET CROWのメンバーとなるAZUKI七が楽曲提供デビュー（FIELD OF VIEW「CRASH」）。
- 4月 - Amemura O-town Recordに唯一所属していた小松未歩がGIZA studioに移籍。Amemura O-town Recordは所属アーティスト不在となり運営休止。
- 4月14日 - rumania montevideoがGIZA studioよりデビューシングル「Still for your love」をリリース。GIZA studioとして初めてオリコン・シングルチャートでTOP10入り（週間）を果たした。
- 6月16日 - YOKO Black. StoneがGIZA studioGIZA studioのサブレーベルStyling Recordsよりメジャーデビュー。[注釈 8]
- 10月16日 - 倉木麻衣がMai-K名義で全米デビュー。
- 12月4日 - インディーズレーベルTENT HOUSEの第1号アーティストとしてGARNET CROWがインディーズデビュー。
- 12月8日 - 倉木麻衣がGIZA studioより日本デビューシングル「Love, Day After Tomorrow」をリリース。関西拠点のレーベルして初めてミリオンセラーを果たした。楽曲提供（作曲）した大野愛果にとっても、自己最高セールスとなった。

2000年
- 2月16日 - 小松未歩がGIZA studio移籍後初のアルバム『小松未歩 3rd 〜everywhere〜』をリリース。GIZA studioとして初めてオリコン・アルバムチャートでTOP5入り（週間）を果たした。
- 3月29日 - GARNET CROWがGIZA studioよりメジャーデビュー。
- 3月23日 - 愛内里菜がメジャーデビュー。
- 6月28日 - 倉木麻衣がGIZA studioより1stアルバム『delicious way』をリリース。オリコン・週間アルバムチャートでは初動221万枚の記録を樹立し、最終的には400万枚に及ぶセールスとなった。

2001年
- 春 - 株式会社ギザが、大阪市西区北堀江に自社ビル「GIZA hills（現・HORIE HILLS）」を購入し、本社を移動。
- 12月15日 - パシフィコ横浜で開催されたNet.Liferium2001（ネットライフリウム2001）のイベントとして、世界初のインターネットライブ『GIZA studio R&B PARTY at the Hillsパン工場 ［堀江］ vol.1』 開催。[注釈 10]
- 12月19日 - GIZA studioのコンピレーション・アルバム『GIZA studio Masterpiece BLEND 2001』をリリース。

2002年
- 1月10日 - GIZA USAの第1号アーティストとして倉木麻衣がMai-K名義で全米盤アルバム『Secret of my heart』をリリース。
- 1月15日 - GIZA USAより大野愛果がデビューアルバム『Shadows of Dreams』を日米同時リリース。[注釈 11]
- 3月 - 株式会社スプーンフル[注釈 5]が、株式会社ギザの本社ビル「GIZA hills（現・HORIE HILLS）」内に、ベーカリーカフェ「hillsパン工場cafe」をオープン。
- 5月15日 - 販売を自社で請け負うようになり、事実上B-Gram RECORDSから独立。
- 6月12日 - 三枝夕夏 IN dbがメジャーデビュー。
- 夏 - 7月26日から9月10日の間、SEA BREEZE“Feel fine!”キャンペーンライブツアー『GIZA studio MAI-K & FRIENDS HOTROD BEACH PARTY Vol.1 〜2002 夏〜』開催。[注釈 12]
- 12月18日 - GIZA studioのコンピレーション・アルバム『GIZA studio Masterpiece BLEND 2002』をリリース。

2003年
- 1月29日 - マイクロソフトによる製品発表イベント「Windows Media 9シリーズ Digital Media Day & Digital Media Night」の第2部として、赤坂ACTシアターで、「GIZA studioバレンタインコンサート プレ・ライブ」開催。倉木麻衣、愛内里菜、GARNET CROWが出演。
- 2月 - 13日・14日に日本武道館で、17日・18日に大阪フェスティバルホールで、MITSUBISHI MOTORS“COLT”presents「GIZA studioバレンタインコンサート」開催。倉木麻衣、愛内里菜、GARNET CROWが出演。
- 3月20日 - 株式会社ギザの本社ビル「GIZA hills（現・HORIE HILLS）」地下2階に、直営[3]の「hillsパン工場・ライブハウス」をオープン。hillsパン工場はベーカリーカフェ単体から、ベーカリーカフェとライブハウスの複合施設としての運営となる。第1回目のTHURSDAY LIVE開催。[注釈 1]
- 7月17日 - hillsパン工場・ライブハウスにて毎週木曜日開催のTHURSDAY LIVEが、NTT西日本の「フレッツ・スクウェア」によるライブ配信開始。[4]
- 12月17日 - GIZA studioのコンピレーション・アルバム『GIZA studio Masterpiece BLEND 2003』をリリース。
- 12月31日 - 第54回NHK紅白歌合戦に、倉木麻衣と愛内里菜が、共に初出場。GIZA studio所属アーティストとして初めてNHK紅白歌合戦に出場。

2005年
- 2月 - ベーカリーショップ「hillsパン工場」本町三休橋店が開店（ベーカリーカフェ「hillsパン工場cafe」と異なり、テイクアウトのみの店舗）。
- 4月 - テレビ東京で放送されたテレビアニメ「MÄR〜メルヘヴン〜」とのタイアップでビーイングと共にオープニング曲・エンディング曲を発売し、大ヒットとなる。
- 5月 - hillsパン工場・ライブハウスにて毎週木曜日開催のTHURSDAY LIVEが、NTT東日本でも「フレッツ・スクウェア」によるライブ配信開始。
- 5月25日 - TENT HOUSEの派生レーベル、かつ、上木彩矢のプライベートレーベルとしてWEEDを設立。
- 11月9日 - インディーズレーベルWEEDをWEEDSと改称。上木彩矢のプライベートレーベルではなくなったWEEDSよりOOMがインディーズデビュー。[注釈 13]

2006年
- 3月1日 - 滴草由実が活動拠点を東京に移すため、GIZA studioのサブレーベルStyling RecordsからZAIN RECORDSへ移籍。
- 3月15日 - 上木彩矢がGIZA studioよりメジャーデビュー。

2007年
- 3月29日 - hillsパン工場・ライブハウスにて毎週木曜日開催のTHURSDAY LIVEが、NTT西日本・NTT東日本の「フレッツ・スクウェア」によるライブ配信終了。
- 4月7日 - hillsパン工場・ライブハウスで毎週開催していたTHURSDAY LIVEをSATURDAY LIVEと改称し、開催日を毎週木曜日から毎週土曜日に変更。
- 春 - 長戸大幸がビーイングおよびギザ（GIZA. Inc.）の代表取締役を退任し、倉木麻衣の担当マネージャーだった升田敏則が就任。ビーイングが東京にNORTHERN MUSICレーベルを設置。スパークリング☆ポイントがGIZA studioからNORTHERN MUSICへ移籍。
- 6月1日 - 倉木麻衣がGIZA studioからNORTHERN MUSICへ移籍。

2008年
- 9月 - ベーカリーショップ「hillsパン工場」本町三休橋店が閉店。
- 12月24日 - GIZA studio設立10周年記念のコンピレーション・アルバム『GIZA studio 10th Anniversary Masterpiece BLEND 〜LOVE Side〜』『GIZA studio 10th Anniversary Masterpiece BLEND 〜FUN Side〜』をリリース。

2009年
- ジャズ専門レーベルGIZA JAZZを設立。
- 4月 - hillsパン工場・ライブハウスで毎週開催していたSATURDAY LIVEが、不定期開催に変更。
- 7月 - 上木彩矢がGIZA studioからavex traxへ移籍。

2010年
- ジャズ専門レーベルGIZA JAZZがO-TOWN Jazzに移行。

2011年
- 2月23日 - 白石乃梨を中心とした女性ダンスグループCaos Caos Caosがメジャーデビュー。
- 春 - hillsパン工場・ライブハウスでTHURSDAY HORIE MUSIC BARが不定期開催開始。[5]
- 10月12日 - GIZA studio在籍の女性アーティスト・グループによるコンピレーション・アルバム『GIZA studio presents -Girls-』をリリース。

2012年
- ロック系サブレーベルD-GO（ディーゴ）を設置。

2013年
- 6月9日 - GARNET CROWが解散。
- 9月29日 - ベーカリーカフェ「hillsパン工場cafe」が閉店。hillsパン工場はベーカリーカフェとライブハウスの複合施設から、ライブハウスのみの運営となる。

2014年
- V系レーベルRozettaとCRIMZONを設立。

2016年
- 5月7日 - GIZAクリエイターズスクールが移転と共にギザミュージックスクールに校名変更。
- 5月18日 - 長戸大幸がGIZA studio所属の作家やミュージシャンと立ち上げたd-projectが1stアルバム『d-project with ZARD』をリリース。

2018年
- 3月20日 - hillsパン工場・ライブハウスの15周年記念ライブ「TUESDAY LIVE〜15周年祝わNIGHT〜」開催。大野愛果、doa、Sensation、植田真梨恵が出演。

2019年
- 9月18日 - 平均年齢20歳の4人組女性バンドSARD UNDERGROUNDがZARDの名曲をカバーしたアルバム「ZARD tribute」でメジャーデビュー。

## 特徴・来歴
所属アーティストの大半が関西出身、在住のアーティストが多く、ノンタイアップながらデビューシングルでミリオンセラーを獲得した倉木麻衣を除き、所属する大半のアーティストが、アニメ（フジテレビ系を除く民放番組が主）主題歌とのタイアップでデビューしてブレイクを狙うのが特徴であった。
設立翌年の1999年から2000年代中期までは、小松未歩・倉木麻衣・愛内里菜・GARNET CROW・上原あずみ・三枝夕夏 IN db・doaらのアーティストが着実に売り上げを確保していた。しかし、彼らを除く知名度がさほど高くない歌手はCDの売上が減少している昨今、アニメのタイアップだけでは安易にヒットが出せなくなっている為、東京を中心に活動する作家やTUBE、B'z、DIMENSION、FEEL SO BADのメンバーが楽曲制作に関わっている事をアピールする等の販売戦略をとっていることと、ビーイングでのメディアコントロールを受け継いでおり小松未歩のようにまったくメディアに姿を見せない戦略から登場当初のみ露出させその後は姿を見せないなどほとんどの所属アーティストのメディア露出が極端に少ないのも特徴である。
2001年以降は上原あずみ、松橋未樹、長谷実果、菅崎茜、岸本早未、スパークリング☆ポイント、宇浦冴香、岩田さゆりなど、中高生がデビューする機会も増えた。
様々な音楽ジャンルのアーティストを輩出しているが、2006年頃にはジャズやボサノバをジャンルとした歌手を擁立することが多なった、2006年-2007年の2年間で森川七月、森田葉月、青紀ひかり、小泉ニロ、早川えみ、Gulliver Get、中島紅音の7組のアーティストがデビューしており、うちGulliver Getを除くアーティスト全組がジャズアルバムでデビューしている。
2008年には、東海地方でモデルとして活動していた平田香織がテクノポップの楽曲で、羽田裕美がピアノインストゥルメンタルのアルバムで、それぞれデビューする等、新たなジャンルを開拓していた。
2009年に入り、さぁさ・Chicago Poodleといったインディーズ時代から地元に密着し、リリース並びにライブでの実績を積んだアーティストをメジャーデビューさせている。
2010年には「REAL&BLACK AUDITION 2010」を開催。優勝者には有田長加、審査員特別賞には宮東里奈が選ばれた。有田はGIZA studio所属のロックバンドJEFFERSONのボーカルとして2012年より活動を開始。
2012年にはGIZA studioのサブレーベルD-GO（ディーゴ）からgrram、Sensation、なついろがメジャーデビューするも数曲で活動が終了している。
2013年にはGARNET CROWが解散。
2014年、WAR-ED、植田真梨恵がメジャーデビュー。
2018年には前年に結成した男性4人組バンドdpsがメジャーデビュー。
2019年には平均年齢20歳の女性4人組バンドSARD UNDERGROUNDがメジャーデビュー。
ソロで活動し、かつ知名度がさほど高くないアーティストは、ファンへの予告無しにレーベルのホームページよりアーティストの名前が削除され、突然活動を休止するなどしたことがある。以前、岩田さゆり、菅崎茜、岸本早未、平田香織らは、本人および所属会社からの説明なくレーベルホームページより名前が削除されていた。現在は、菅崎茜と上原あずみを除いて再び掲載されている。

## 販売体系

### レーベル一覧
| レーベル名                        | 規格品番 | 備考 |
| --------------------------------- | -------- | --- |
| GIZA studio                       | GZCA     | |
| Garage Indies Zapping Association | ICR      | 12cm CD:ICR・12"：IJR・7"：IKR。 |
| TENT HOUSE                        | TCR      | Garage Indies Zapping Associationの後継となるインディーズレーベル。 |
| WEEDS（旧WEED）                   | WCR      | 終了 TENT HOUSE派生のインディーズレーベル。元々は上木彩矢のプライベートレーベルWEEDであったが、共用レーベル化に伴いWEEDSに改称された。 |
| O-TOWN Jazz（旧GIZA JAZZ）        | GZCA     | GIZA studioと共用 |
| Undown                            | UCR      | 終了 |
| GIZA USA                          | GZCU     | 倉木麻衣（Mai-K名義）『Secret of my heart』、大野愛果『Shadows of Dreams』のみ、終了 |
| Styling                           | GZCS     | 終了 GIZA studio内に設置されていたメジャーレーベル。元々は当社設立前よりインディーズレーベルとして存在していたが、YOKO Black. Stoneのメジャーデビューを機に、GIZA studio内に設置されたサブレーベルとなった（インディーズレーベル時代の規格品番はSTCL）。                             |
| BLUE-Z                            | GZCB     | 終了 当社設立前よりインディーズレーベルとして存在し、春名俊希、Rumble Fish（1998年にg-moon recordsへ移籍）、AKASHI MASAO GROUP、椎名祐海（1998年にAmemura O-town Recordへ移籍）などが在籍していた（当社設立前の規格品番はBLCZ。） 現在はビーインググループの不動産会社となっている。 |
| D-GO                              | GZCD     | |
| CRIMZON                           | CCR      | |
| Rozetta                           | RCR      | 終了 |
| GIZA                              | GILC     | ライブ会場限定 |
| CRIMZON                           | CRLC     | ライブ会場限定 |
| MINIQLO                           | MINIQLO  | 終了 GARNET CROWのライブ会場限定。TENT HOUSEの派生レーベル、かつ、GARNET CROWの派生ユニットであるMINIQLOのプライベートレーベル。 |

### 規格品番一覧
- 1000番台=2001年6月までのすべて（12cmはGZCA、8cmはGZDAを使用）
- 2000番台=2001年7月から2002年9月までのシングル
- 4000番台=2004年6月以降の1200円シングル
- 5000番台=2001年7月以降のアルバム
- 7000番台=2002年11月以降の1000円のシングル

## 所属アーティスト一覧

### 所属中のアーティスト

#### GIZA studio（メインレーベル）
- 大野愛果
- d-project
- dps
- SARD UNDERGROUND
- ザ・ブラックキャンディーズ
- BAAD

#### D-GO
- Sensation
- WANDS

#### O-TOWN Jazz
- 青紀ひかり

#### CRIMZON
- 甘い暴力
- -真天地開闢集団-ジグザグ

### かつて所属していたアーティスト
五十音順
| 名前                  | 備考 |
| --------------------- | --- |
| 愛内里菜              | 2010年9月音楽活動を一時引退後に「垣内りか」名義で実業家として活動し、2015年に外部で同名義を使用して音楽活動を再開した。その後歌手としては「R」名義を経て2021年3月より「愛内里菜」名義に復帰。 |
| 岡崎雪                | |
| 岩田さゆり            | モデル・女優としてはスペースクラフトに所属。2008年6月歌手としての活動を中止。モデル・女優業は継続していたが2016年にスペースクラフトとの契約が終了し、それ以降は芸能活動を行なっていない。     |
| OOM                   | 2009年4月活動休止。 |
| 植田真梨恵            | 2023年4月契約終了。 |
| 上原あずみ            | 2010年7月契約違反により解雇。 |
| Gulliver Get          | 2010年インディーズ転向、2011年2月26日解散。 |
| Caos Caos Caos        | 2018年2月活動休止。 |
| GARNET CROW           | 2013年6月9日解散。古井弘人、岡本仁志は作曲家および編曲家、AZUKI七は2023年より作詞家としての活動を再開した。                                                                                   |
| 花リナ                | 2024年2月活動終了。 |
| 岸本早未              | 2008年4月活動中止。その後は服飾関係の職に就き、現在は服飾デザイナーとして自身のブランドを立ち上げ活動している。                                                                               |
| 北原愛子              | 2011年7月引退。 |
| GRASS ARC.            | 2000年活動中止。 |
| grram                 | 2015年活動終了。 |
| 栗原小夜              | |
| 小泉ニロ              | |
| cocott                | 楽曲制作・プログラミング担当の北浦正尚はビーイングから転出して本格的に作曲家に転身。 |
| 小松未歩              | 音楽活動は2006年よりCDリリース停止、小松による公式サイト上のWeb日記と写真掲載は2009年より更新停止、2011年にGIZA studioとの契約終了。現在は限りなく引退に近い状態の活動休止中。                |
| さぁさ                | 2012年3月から活動休止。2013年8月にGIZA studioとの契約終了。9月より外部で活動再開。 |
| 三枝夕夏 IN db        | 2010年1月解散。 |
| Chicago Poodle        | 2023年8月末を以て契約終了 |
| the★tambourines       | 2009年6月活動休止 |
| JASON ZODIAC          | 2002年活動中止。 |
| JEWELRY               | 2005年9月、日本での活動停止。2015年、解散。 |
| 白石乃梨              | 2017年活動休止。 |
| sweet velvet          | 2001年活動停止。 |
| 菅崎茜                | 2007年活動休止。 |
| Soul Crusaders        | 2002年解散。 |
| 高岡亜衣              | 2011年契約終了、インディーズに転向。 |
| 竹井詩織里            | 2008年2月活動中止。 |
| DEAR RESONANCE        | 2001年9月29日発売のシングル「夢の間-NATURES RIDE-」を出したのみ。一ノ瀬響は現在も音楽活動中。                                                                                                 |
| doa                   | 2023年9月を以て契約終了、独立に転向。 |
| Naifu                 | 2009年12月31日解散。 |
| Nothin' but love      | 2002年活動中止。 |
| 中島紅音              | |
| なついろ              | 2016年10月活動休止。 |
| New Cinema 蜥蜴       | 2002年8月解散。 |
| 長谷実果              | 2002年4月活動中止。 |
| 羽田裕美              | 2011年活動休止。 |
| Hachi/Hatch,          | 2017年解散。ボーカルの中村勝也はソロのアーティストとして活動中。 |
| 早川えみ              | 2010年活動休止。 |
| 平田香織              | 2009年活動休止。 |
| PINC INC              | 2009年12月解散。 |
| 松橋未樹              | 2002年4月活動中止。 |
| moca                  | 2009年に『毒りんご』をWEEDSからリリースしたのみ。 |
| 森田葉月              | 2008年、つぐめに改名しインディーズ転向。 |
| 森川七月              | |
| 山口裕加里            | 2004年、レギュラー番組終了に伴い活動中止。 |
| YOKO Black. Stone     | 2014年から音楽専門学校の講師。 |
| 吉田知加              | 2002年4月活動中止。 |
| RAMJET PULLEY         | 2003年活動停止。 |
| Les MAUVAIS GARÇONNES | 2002年活動中止。 |
| WAG                   | 2006年12月解散。 |

### 移籍したアーティスト
五十音順
| 名前                    | 備考 |
| ----------------------- | --- |
| 宇浦冴香                | 2009年度に契約終了。2011年5月にユニバーサルミュージックからCherie名義で再デビュー、その後再移籍で宇浦名義に戻るが2016年に事務所を退社し本名の浦彩恵子としてフリーランスで活動中。 |
| 上木彩矢                | 2009年にavex traxに移籍、2011年にavexとの契約が終了しインディーズレーベルに所属したのち、2015年よりバンド「UROBOROS」のボーカルとしてポニーキャニオンから再デビュー。             |
| 倉木麻衣                | 2007年にBZONEが東京に新設したNORTHERN MUSICに移籍 |
| 滴草由実                | 2006年にBZONEグループ傘下のZAIN RECORDSに移籍、2007年、旧ビーイングが新設したNORTHERN MUSICに移籍、2021年旧ビーイングとの契約終了。                                               |
| スパークリング☆ポイント | 2007年に旧ビーイングが新設したNORTHERN MUSICに移籍し、2009年6月解散、 梓は2010年にポニーキャニオンへ移籍しazusa名義でアニメソング歌手として活動していたが休止。                   |
| 4D-JAM                  | 2002年活動中止。2013年3月、Con4Tunesに移籍し、活動再開。 |
| ZAMB                    | 2020年、ソニー・ミュージックレーベルズ内のメジャーレーベル、SACRA MUSICに移籍。                                                                                                   |

## 現在参加しているバンドメンバー
五十音順
| 名前                               | 所属・旧所属                                                   | 担当       |
| ---------------------------------- | -------------------------------------------------------------- | ---------- |
| 麻井寛史                           | the★tambourines・Sensation                                     | ベース     |
| 石橋創                             |                                                                | キーボード |
| 池田大介                           |                                                                | キーボード |
| 岩井勇一郎                         | 三枝夕夏 IN db                                                 | ギター     |
| 大賀好修                           | Rumble Fish・Steel and Glass・nothin' but love・OOM・Sensation | ギター     |
| 大楠雄蔵                           | OOM・Sensation                                                 | キーボード |
| 大橋雅人                           | FEEL SO BAD                                                    | ベース     |
| 岡崎雪                             |                                                                | コーラス   |
| 小澤正澄                           | PAMELAH                                                        | ギター     |
| 亀井俊和                           | the★tambourines                                                | ドラム     |
| 車谷啓介                           | New Cinema 蜥蜴・三枝夕夏 IN db・Sensation                     | ドラム     |
| 寺尾広                             | Soul Crusaders                                                 | キーボード |
| 山口“PON”昌人 （ZAIN RECORDS所属） | FEEL SO BAD                                                    | ドラム     |
| 脇田啓行                           | GRASS ARC.・New Cinema 蜥蜴・ELF                               | ベース     |
| 綿貫正顕                           | WAXX                                                           | ギター     |

## 番組サウンドトラック
テレビドラマ
- ガチバカ!

テレビアニメ
| 番組名               | 発売日        | タイトル                                            | 規格品番  |
| -------------------- | ------------- | --------------------------------------------------- | --------- |
| パタパタ飛行船の冒険 | 2002年7月17日 | パタパタ飛行船の冒険 オリジナル・サウンド・トラック | GZCA-5019 |
| 結界師               | 2007年4月18日 | 結界師 オリジナル・サウンドトラック                 | GZCA-5101 |
| メルヘヴン           | 2007年3月14日 | メルヘヴン THEME SONG BEST                          | GZCA-5098 |
| 名探偵コナン         |               |                                                     |           |
| モンスターファーム   |               |                                                     |           |
| 蒼天の拳             |               |                                                     |           |
| 探偵学園Q            |               |                                                     |           |

## コンピレーション作品

### アルバム
| 発売日         | タイトル                                                     | 規格品番       |
| -------------- | ------------------------------------------------------------ | -------------- |
| 2001年12月5日  | GIZA studio R&B Respect Vol.1 〜six sisters selection〜      | GZCA-5006      |
| 2001年12月19日 | GIZA studio Masterpiece BLEND 2001                           | GZCA-5007 - 8  |
| 2002年7月17日  | GIZA studio MAI-K & FRIENDS HOTROD BEACH PARTY               | GZCA-5017      |
| 2002年12月18日 | GIZA studio Masterpiece BLEND 2002                           | GZCA-5025 - 6  |
| 2003年12月17日 | GIZA studio Masterpiece BLEND 2003                           | GZCA-5044 - 5  |
| 2004年9月29日  | すぽると! MEMORIAL〜Sweat and Tears〜                        | GZCA-5053      |
| 2007年3月14日  | メルヘヴン テーマソングベスト                                | GZCA-5098      |
| 2008年9月24日  | Flavor Jazz〜GIZA Jazz compilation vol.1〜                   | GZCA-5140      |
| 2008年12月24日 | GIZA studio 10th Anniversary Masterpiece BLEND 〜LOVE Side〜 | GZCA-5149      |
| 2008年12月24日 | GIZA studio 10th Anniversary Masterpiece BLEND 〜FUN Side〜  | GZCA-5150      |
| 2009年9月30日  | Flavor Jazz〜GIZA Jazz compilation vol.2〜                   | GZCA-5200      |
| 2010年12月1日  | Christmas Non-Stop Carol                                     | GZCA-5229      |
| 2011年10月12日 | GIZA studio presents -Girls-                                 | GZCA-5233 - 34 |

### DVD
| 発売日        | タイトル                                                      | 規格品番  |
| ------------- | ------------------------------------------------------------- | --------- |
| 2002年2月14日 | GIZA studio R&B PARTY at the Hillsパン工場 ［堀江］ vol.1     | BMBD-7005 |
| 2002年11月6日 | GIZA studio MAI-K&FRIENDS HOTROD BEACH PARTY Vol.1〜2002 夏〜 | ONBD-7019 |

## 販売委託先
- ビーイング（2023年4月3日まで）→B ZONE（2023年4月4日以降[9]）